# Louis-François de Bausset-Roquefort
Louis-François de Bausset-Roquefort, francoski rimskokatoliški duhovnik, škof in kardinal, * 14. december 1748, Pondichéry (Indija), † 21. junij 1824.

## Življenjepis
23. februarja 1784 je bil imenovan za škofa Alès; 25. junija 1784 je bil potrjen in 18. julija istega leta je prejel škofovsko posvečenje. 22. septembra 1801 je odstopil s tega položaja.
28. julija 1817 je bil povzdignjen v kardinala.